# Ticengo
Ticengo – miejscowość i gmina we Włoszech, w regionie Lombardia, w prowincji Cremona.
Według danych na rok 2004 gminę zamieszkiwało 429 osób, 53,6 os./km².